# Asteropontius laccadivensis
Asteropontius laccadivensis is een eenoogkreeftjessoort uit de familie van de Asterocheridae. De wetenschappelijke naam van de soort is voor het eerst geldig gepubliceerd in 1984 door Nair & Pillai.